# Spadochronowa Szkoła Podchorążych
Spadochronowa Szkoła Podchorążych – szkoła podchorążych utworzona przy 1 Samodzielnej Brygadzie Spadochronowej w 1943 roku.

## Historia
Spadochronowa Szkoła Podchorążych rozkazem Naczelnego Wodza Władysława Sikorskiego została otwarta na początku 1943 roku. Celem szkoły było wyszkolenie dla 1 Samodzielnej Brygady Spadochronowej kadry młodych oficerów, których wraz z rozwojem brygady zaczynało brakować.
Udało się zorganizować jedynie jeden turnus, który odbywał się w dniach 18 stycznia – 5 czerwca 1943 roku.

## Nauka
Szkoła miała 2 klasy – strzelecką i łączności. Czas szkolenia obejmował 20 tygodni nauki, podczas których w tygodniu zajęcia trwały 7 godzin, a w soboty 4.
Szkoła szkoliła oficerów liniowych, wobec czego szczególny nacisk kładziono na szkolenie bojowe, wychowanie fizyczne i doskonalenie spadochronowe, naukę o broni i szkolenie strzeleckie oraz szkolenie pionierskie.
Szkolenie bojowe rozłożono na 3 etapy. Pierwszy etap przygotował pojedynczego żołnierza do walki i trwał 3 tygodnie. Drugi etap trwał 7 tygodni i obejmował zgrywanie żołnierzy wewnątrz drużyn i szkolenie ich na dowódców drużyn spadochronowych. Trzeci etap doskonalił umiejętności młodszych oficerów funkcyjnych. Trwał on 10 tygodni.

## Kadra szkoły
Kadrę szkoły wyłoniono z oficerów 1 Samodzielnej Brygady Spadochronowej:
- dowódca szkoły: kpt. Władysław Hojnor
- zastępca dowódcy szkoły: kpt. Romuald Konarzewski
- dozór z ramienia dowódcy 1 SBS: ppłk dr Zdzisław Szydłowski
- dowódcy plutonów: por. Marian Pobożniak, por. Jan Pić i por. Józef Burzawa